# Falling in Love Again (Can’t Help It)

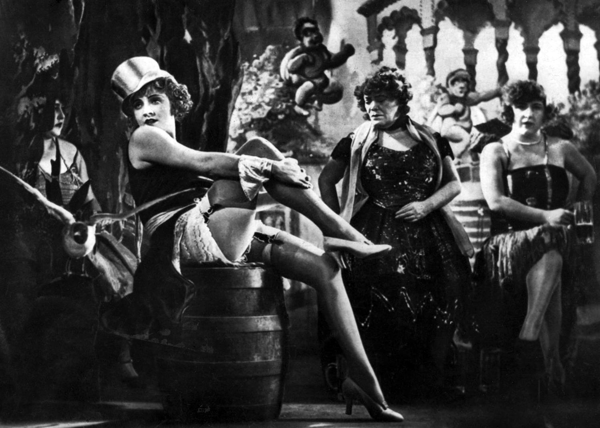
Marlene Dietrich w filmie Błękitny anioł.

Falling in Love Again (Can’t Help It) – anglojęzyczny tytuł niemieckiej piosenki z 1930, skomponowanej oryginalnie przez Friedricha Hollaendera jako „Ich bin von Kopf bis Fuß auf Liebe eingestellt” (tłum. Jestem, od stóp do głów, gotowy na miłość). Utwór został wykonany przez Marlene Dietrich w filmie Błękitny anioł (Der blaue Engel, 1930) Josefa von Sternberga; Dietrich nagrała piosenkę w języku angielsku, tym samym popularyzując ją. Samuel „Sammy” Lerner jest autorem tekstu angielskiej wersji, który nie jest jednak bezpośrednim tłumaczeniem oryginału. Za współtwórcę piosenki podaje się czasem Reginalda Connelly’ego.

## Wersja Kevina Ayersa
Angielski muzyk rockowy Kevin Ayers nagrał cover piosenki wiosną 1976 roku w londyńskim Sarm West Studios. Utwór trafił na jego siódmy album studyjny Yes We Have No Mañanas (So Get Your Mañanas Today) (1976), który to promował jako wydawnictwo singlowe. Muff Winwood wyprodukował singel.

### Lista utworów singla
Wydany nakładem Island Records
- „Falling in Love Again”
- „Everyone Knows the Song”

Wydany nakładem Harvest Records
- „Falling in Love Again”
- „The Owl”

### Twórcy
- Wokale: Kevin Ayers
- Keyboard: Billy Livsey
- gitara basowa: Charlie McCracken
- Gitara: Ollie Halsall, Roger Saunders
- Bęben: Rob Townsend
- Gitara hawajska: B.J. Cole
- Aranżacja: Pip Williams

## Wersja The Adicts
Angielski zespół punkowy The Adicts nagrał cover w połowie lat 80. Demo utworu powstało jeszcze w roku 1984, a jego finalna wersja – w 1985. Grupa wydała piosenkę na singlu, przyjmując pseudonim ADX. „Falling in Love Again” został ostatnim singlowym wydawnictwem The Adicts. Piosenka nie została początkowo opublikowana na żadnym albumie, dopiero w latach 2002 i 2006 znalazła się jako bonus track na reedycjach trzeciego studyjnego albumu grupy Smart Alex, oryginalnie wydanego w 1985. Reedycje wydały trzy niezależne wytwórnie: Captain Oi!, Taang ('02) i SOS ('06).

### Lista utworów singla
- „Falling in Love Again”
- „Come Along”
- „It’s a Laugh”
- „Saturday Night”

### Twórcy
- Wokale: Keith „Monkey” Warren
- gitara basowa: Mel Ellis
- Gitara: Pete Dee Davison, John „Scruff” Ellis
- Bęben: Michael „Kid” Dee Davison
- Skrzypce, fortepian, mandolina: Dan „Fiddle Dan” Graziani

## Wersja Christiny Aguilery
W 2008 roku amerykańska piosenkarka Christina Aguilera nagrała własną wersję klasycznej piosenki, która została zaaranżowana w stylistyce muzyki elektronicznej. Cover trwa osiem minut i dwanaście sekund, został wyprodukowany przez Lindę Perry, odpowiedzialną za produkcję przebojowych singli Aguilery, „Beautiful” (2008) i „Hurt” (2006). Według hipotez, „Falling in Love Again (Can’t Help It)” miał trafić na album kompilujący największe hity wokalistki, Keeps Gettin’ Better – A Decade of Hits (2008), ponieważ jest bliski brzmieniu nowych kompozycji, jakie zawarto na tym krążku, wyprodukowanych zresztą przez Perry. Utwór został wykorzystany podczas kredytów kończących film Spirit – duch miasta (The Spirit, 2008) w reżyserii Franka Millera, lecz nie został uwzględniony na trackliście jego soundtracku. Zdaniem redaktorów strony internetowej the-rockferry.onet.pl, cover ten to jedna z czterdziestu najlepszych kompozycji nagranych przez Aguilerę w latach 1997–2010. Sebastian Mucha (popheart.pl) wskazał „Falling in Love Again” jako jedną z dziesięciu najlepszych niesinglowych piosenek Aguilery. Nagranie okrzyknął jako „rewelacyjne”.

## Inne wersje
Cover utworu „Falling in Love Again (Can’t Help It)” wzbogacił również dyskografie takich artystów, jak: Comedian Harmonists (ok. 1930), Zarah Leander (1931), Billie Holiday (1940), Doris Day (1961), Sammy Davis Jr. (1962), Nina Simone (1966), Klaus Nomi (1982), Linda Ronstadt (1984), Marianne Faithfull (1997), Bryan Ferry (1999), The Puppini Sisters (2006), Patricia Kaas (2008).
Pamiętny pozostaje cover, który grupa The Beatles przedstawiła przed publicznością na żywo, w trakcie koncertu w Hamburgu w roku 1962. Jedyne zapisy utworu znajdują się na koncertowych krążkach zespołu The Beatles, Live at the Star Club, in Hamburg, 1962 i First Live Recordings. Pisarz William S. Burroughs nagrał własną wersję piosenki w 1990 roku. Madonna wykonała fragmenty utworu podczas swojej trasy koncertowej The Girlie Show World Tour w 1993.